# Eurytoma aterrima
Eurytoma aterrima är en stekelart som först beskrevs av Franz Paula von Schrank 1781.  Eurytoma aterrima ingår i släktet Eurytoma och familjen kragglanssteklar. Inga underarter finns listade i Catalogue of Life.